# Rafael José da Cunha
Rafael José da Cunha (Castelo Branco, 1 de Abril de 1791 — Quinta da Brôa, Santarém, 27 de Abril de 1868), latifundiário, lavrador e pecuarista do Ribatejo no sec: XIX, pioneiro na criação de cavalos da Raça Puro-sangue lusitano no Ribatejo e o introdutor das novas inovações tecnologias na agricultura em Portugal nos meados do século XIX, durante a Revolução Industrial.
Exerceu o cargo de Vogal da Secção da Agricultura do Concelho Geral do Comércio, Agricultura e Manufacturas, no recém criado Ministério das Obras Publicas, Comércio e Indústria durante o Governo do Duque de Saldanha.

## Biografia
Natural de Castelo Branco e batizado na Covilhã, oriundo de uma família albicastrense, agricultores de eleição com estreitas ligações á Casa Real, muito novo percorre a Europa em plena Revolução Indústrial, inteirando-se das novas inovações no mundo agrícola e se apercebeu que só no Ribatejo as poderia pôr em prática; com familiares influentes em Tomar e Torres Novas decide fixar-se na Golegã em 1817.
Numa época em que a Família Real Portuguesa se encontrava no Brasil, devido ás invasões napoleónicas e com Esta grande parte dos Nobreza proprietária de terras no Ribatejo, começa inicialmente por arrendar e depois adquirir grande número de propriedades nos Concelhos da Golegã, Santarém, Rio Maior e Chamusca. Em 1831 compra ao 8º Conde da Ribeira Grande a Quinta do Almonda, esta grande propriedade passa a ser o centro da sua enorme casa agrícola, composta por várias propriedades; Quinta do Almonda (mais tarde denominada Quinta da Broa), Quinta dos Álamos, Quinta da Gâmeira, Quinta do Castilho em Vale de Figueira entre outras compradas ao Duque de Loulé e Conde de Linhares.
Rafael José da Cunha, foi padrinho de baptismo de Rafael Bordalo Pinheiro, conhecido jornalista e caricaturista, autor de vários periódicos satíricos.
Faleceu na Quinta da Brôa na Azinhaga a 27 de Abril de 1868 e foi sepultado na capela do palácio que mandou construir nesta propriedade, terminado em 1862.

## Ganadaria e Coudelaria Manuel Tavares Veiga
Em 1830 inicia a criação de gado bravo, tornando-se assim um grande fornecedor de animais para o espectáculo tauromáquico. A sua ganadaria foi das poucas que na época possuía exclusivamente raças autóctones portuguesas. Animais oriundos da sua ganadaria estreiam-se na Praça do Campo de Santana em Lisboa em 1837 e é da sua ganadaria o primeiro touro português toureado em Madrid em 1854. Conjuntamente com a criação de gado bravo, dedica-se também á criação de cavalos Puro-sangue lusitano inicialmente conhecida como Coudelaria Cavalos Peninsulares que se tornou uma das mais importantes do País e que mais tarde após sua morte esteve na origem da Coudelaria Manuel Tavares Veiga, criada pelos seus herdeiros. De entre os seus garanhões contavam-se os dois puro sangue Alter oferecidos pelo Rei Dom Fernando II, aquando da sua visita á Quinta da Broa juntamente com seu filho futuro Rei Dom Pedro V.